# Tilcara (departamento)

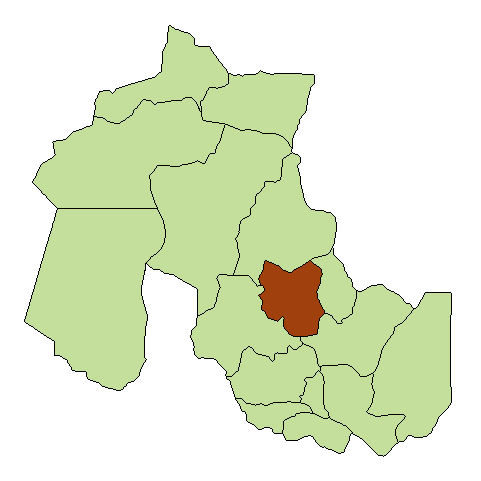
Localização da cidade de Tilcara dentro da provincia de Jujuy.

Tilcara é um departamento da província de Jujuy.